# دينا الطباع
دينا الطباع لاعبة مصرية في القفز بالزانة.